# Matuszowice
Matuszowice (niem. Matzdorf) – wieś w Polsce położona w województwie lubuskim, w powiecie żarskim, w gminie Tuplice.
W latach 1975–1998 miejscowość administracyjnie należała do województwa zielonogórskiego.

## Zabytki
Do wojewódzkiego rejestru zabytków wpisane są:
- cmentarz
- zespół folwarczny, z połowy XVIII wieku:
  - dom mieszkalny
  - dom rządcy
  - kordegarda
  - wozownia
  - obora.